# المازدية ( أديان )
المازدية او مزداسيم  بالأرمنية ( Մազդէականութիւն )  اسم للأديان التي نشأت في غرب إيران وأفغانستان وآسيا الوسطى بدءًا من القرون الأولى من الألفية الأولى. أو قبل ذلك بكثير، حيث تعتبر ديانة شعب الميديين والطورانين، ويعتقد بعض الباحثين أن الزرادشتية نشأت منها بسبب إصلاحات زرادشتوعلى عكس الزرادشتية ، في المازدية أهورا مازدا هو أحد الآلهة، مساوٍ لميثرا 

## الزرادشتية والمازدية
غالبًا ما يُعتقد أن الديانة السائدة في الإمبراطورية الأخمينية كانت الزرادشتية، لكن العلماء يعتقدون أن هذا غير صحيح. على سبيل المثال، يشير إيميل بينفينيست إلى أن أهورا مزدا هو إله قديم جدًا وأن الزرادشتيين استخدموا هذا الاسم للإشارة إلى الإله الزرادشتي. حتى الدور الرئيسي المخصص لهذا الإله في المازدية ليس ابتكارًا زرادشتيًا. لا يمكن أن يكون لقب المازدية (عابد مزدا) الموجود في البرديات الآرامية من العصر الأخميني دليلاً على أن الأخمينيين كانوا زرادشتيين، كما أن ذكر اسم أهورا مزدا في النقوش الحجرية ليس دليلاً على ذلك أيضًا. في النقوش الأخمينية، لم يتم ذكر الزرادشتية فحسب، بل لم يتم ذكر أي شيء آخر يمكن أن يعطي هذه النقوش لونًا زرادشتيًا

## أهورا مازدا في المازدية
أهورا مزدا، كما يعتقد بعض مؤرخي الزرادشتية، لم ينشأ على يد زرادشت ، بل كان موجود قبله. وفقًا لروبرت زانر ، كان أهورا ما قبل الزرادشتية مرتبطًا بلا شك أيضًا بمفهوم الحقيقة أو فكرة نوع من "نظام الكون"، وكذلك بالمياه والضوء أو الشمس

## اتجاهات المازدية
الفرع الشمالي من المازدية معروف في الدراسات التاريخية الحديثة باسم الطورانيةالطورانية هو اسم عرقي لمجموعة مذكورة في أفستا وتم تسميتهم بهذا اسم نسبة الى منطقة طوران.

#### الطورانيون
الطورانيون هو الاسم العرقي لمجموعة مذكورة في أفستا, لم يُذكر الطورانيون في السجلات التاريخية للألفية الأولى قبل الميلاد وتستخدم المصادر الأخمينية باستمرار مصطلح "ساكا" للإشارة إلى بدو السهوب الشمالية، بينما يُشير إليهم المؤلفون اليونانيون غالبًا باسم "السكيثيين" . ومع ذلك، يُجمع العلماء على أن الطورانيين كانوا بدو سهوب إيرانيين يعيشون في السهوب الأوراسية شمال الإيرانيين القدماء في بلاد فارس. 